# Филлипс, Натаниэль
Натаниэ́ль Га́рри Фи́ллипс (англ. Nathaniel Harry Phillips; 21 марта 1997, Болтон, Англия) — английский футболист, центральный защитник клуба «Вест Бромвич Альбион».

## Карьера
До 2016 года был резервистом клуба «Болтон Уондерерс». С 2016 по 2019 года тренировался в академии Ливерпуля. Летом 2018 года Филлипс начинал тренироваться вместе с основной командой «Ливерпуля».
В 2019 году для получения игровой практики присоединился к немецкому «Штутгарту» на правах сезонной аренды. Между перерывом в немецком чемпионате вернулся в Ливерпуль. 5 января 2020 года дебютировал за Ливерпуль в матче Кубка Англии против «Эвертона». 13 января его снова до конца сезона арендовал «Штутгарт».
31 октября 2020 года дебютировал в чемпионате Англии за «Ливерпуль» против команды «Вест Хэм Юнайтед», матч закончился 2:1 в пользу «Ливерпуля». В 1/8 финала Лиги Чемпионов УЕФА 2020/2021 дебютировал за «Ливерпуль» в еврокубках, отыграв полный матч против «РБ Лейпциг». Впоследствии также провёл оба матча 1/4 финала Лиги Чемпионов против мадридского «Реала».
19 мая 2021 года в 37 тура Английской Премьер-Лиги против «Бернли» забил первый гол за «Ливерпуль».
В сезоне 2021/2022 года практически не получал игровой практики в составе Ливерпуля в связи с возвращением после травм основных защитников команды Вирджила ван Дейка, Жоэля Матипа, Джо Гомеса и приобретением в летнее трансферное окно Ибраимы Конате. За первую половину сезона 2021/2022 Филлипс провел за «мерсисайдцев» 3 неполных матча — один из которых в Кубке Английской лиги, а два — в Лиге Чемпионов. В зимнее трансферное окно игрок присоединился к Борнмуту на правах аренды до конца сезона 2021/2022.

## Личная жизнь
Приходится сыном Джимми Филлипсу — бывшему английскому футболисту, крайнему защитнику, в разные годы выступавшему за «Болтон», «Глазго Рейнджерс», «Мидлсбро».

## Статистика выступлений
По состоянию на 28 октября 2020 года
| Выступление      | Выступление       | Выступление      | Лига | Лига | Кубки | Кубки | Еврокубки | Еврокубки | Остальные | Остальные | Итого | Итого |
| Клуб             | Лига              | Сезон            | Игры | Голы | Игры  | Голы  | Игры      | Голы      | Игры      | Голы      | Игры  | Голы  |
| ---------------- | ----------------- | ---------------- | ---- | ---- | ----- | ----- | --------- | --------- | --------- | --------- | ----- | ----- |
| Ливерпуль        | Премьер-лига      | 2019/2020        | 0    | 0    | 1     | 0     | 0         | 0         | 0         | 0         | 1     | 0     |
| Ливерпуль        | Премьер-лига      | 2020/2021        | 6    | 0    | 0     | 0     | 0         | 0         | 0         | 0         | 6     | 0     |
| Ливерпуль        | Итого             | Итого            | 6    | 0    | 1     | 0     | 0         | 0         | 0         | 0         | 7     | 0     |
| → Штутгарт       | Вторая Бундеслига | 2019/2020        | 19   | 0    | 3     | 0     | 0         | 0         | 0         | 0         | 22    | 0     |
| → Штутгарт       | Итого             | Итого            | 19   | 0    | 3     | 0     | 0         | 0         | 0         | 0         | 22    | 0     |
| Всего за карьеру | Всего за карьеру  | Всего за карьеру | 25   | 0    | 4     | 0     | 0         | 0         | 0         | 0         | 29    | 0     |

## Достижения
«Ливерпуль»
- Обладатель Кубка Английской лиги: 2021/2022[14]